# Match des étoiles de la Ligue majeure de baseball 2016
Le match des étoiles de la Ligue majeure de baseball 2016 (2016 Major League Baseball All-Star Game) est la 87e édition de cette opposition entre les meilleurs joueurs de la Ligue américaine et de la Ligue nationale, les deux composantes des Ligues majeures de baseball (MLB).
Le match est joué le 12 juillet 2016 au Petco Park de San Diego, Californie, aux États-Unis, et est remporté par l'équipe de joueurs étoiles de la Ligue américaine, 4-2 sur les étoiles de la Ligue nationale. Eric Hosmer des Royals de Kansas City est nommé joueur du match.
Le résultat du match donne à la Ligue américaine l'avantage du terrain pour la Série mondiale 2016. C'est la dernière fois que l'avantage du terrain pour la Série mondiale est décidé par le match d'étoiles, la MLB abandonnant cette particularité à partir de 2017.
Le match d'étoiles est précédé le 10 juillet 2016 par le match des étoiles du futur (All-Star Futures Game), gagné 11-3 par l'équipe « Monde » sur les jeunes étoiles des États-Unis. Yoan Moncada est nommé meilleur joueur de ce match. Le 11 juillet 2016, l'annuel concours de coups de circuit (Home Run Derby) est présenté sur le terrain du Petco Park et remporté par Giancarlo Stanton des Marlins de Miami.
Le baseball majeur annonce le 15 janvier 2015 que le match des étoiles sera joué sur le terrain des Padres de San Diego pour la troisième fois. C'est la première fois qu'il est joué au Petco Park, le stade des Padres inauguré en 2004. Les Padres avaient accueilli le match des étoiles dans leur ancien stade lorsqu'il était nommé San Diego Stadium en 1978 et Jack Murphy Stadium en 1992.
Même si le match à San Diego a lieu dans le stade d'un club de la Ligue nationale, ce sont les étoiles de la Ligue américaine qui forment l'équipe hôte et qui ont le dernier tour au bâton. En février 2015, lorsqu'est annoncé le match d'étoiles 2017 à Miami, dans un stade de la Ligue nationale pour un 3e été de suite, le commissaire Rob Manfred confirme l'abandon du système d'alternance entre les stades des deux ligues qui prévalait jusque-là. Il est remplacé par un système d'alternance pour désigner l'équipe hôte et le club visiteur, qui détermine l'ordre de frappe à chaque manche, indépendant de la ligue dont fait partie le club qui organise le match.

## Effectifs

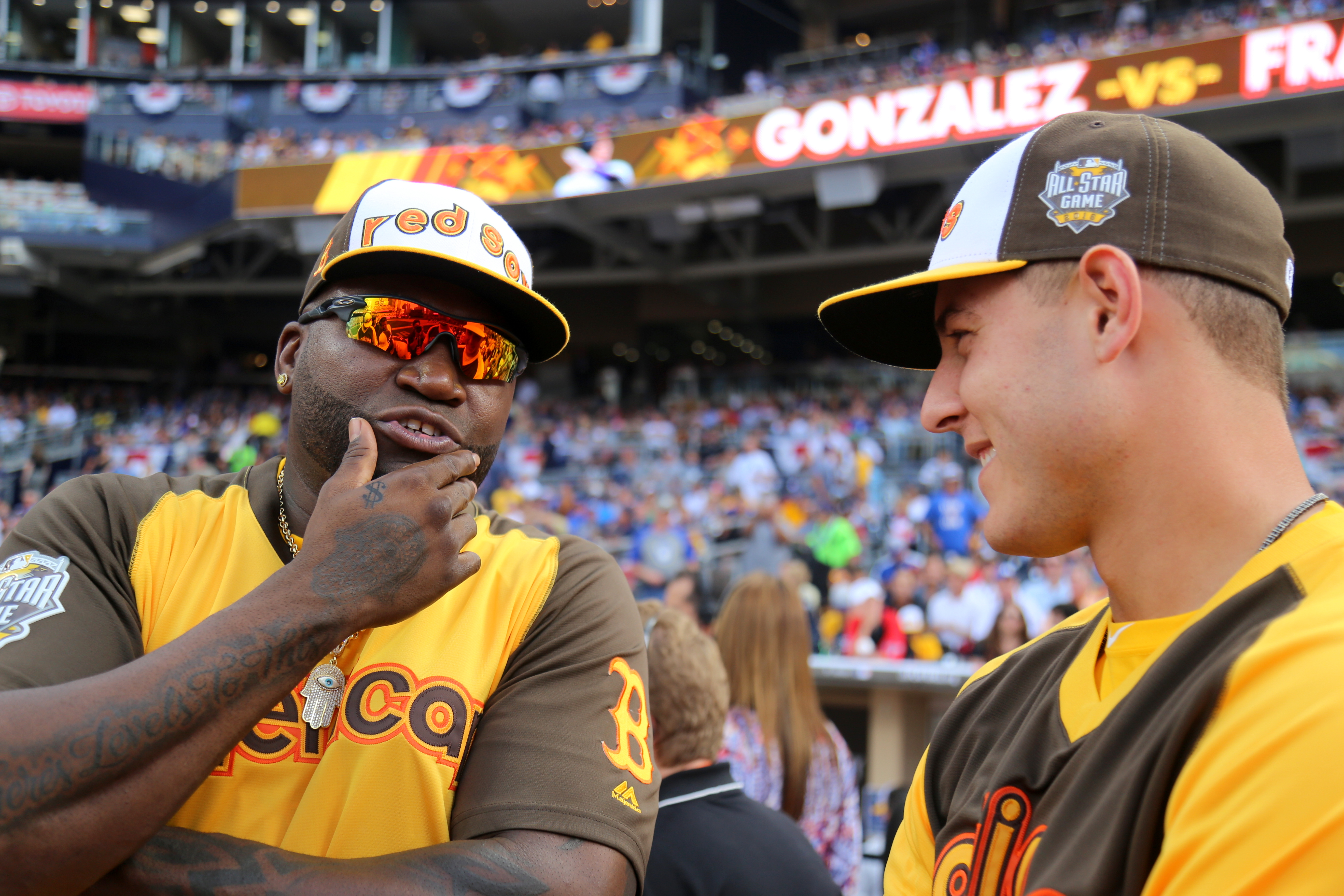
David Ortiz (à gauche), invité à son 10e et dernier match d'étoiles, et Anthony Rizzo (à droite).

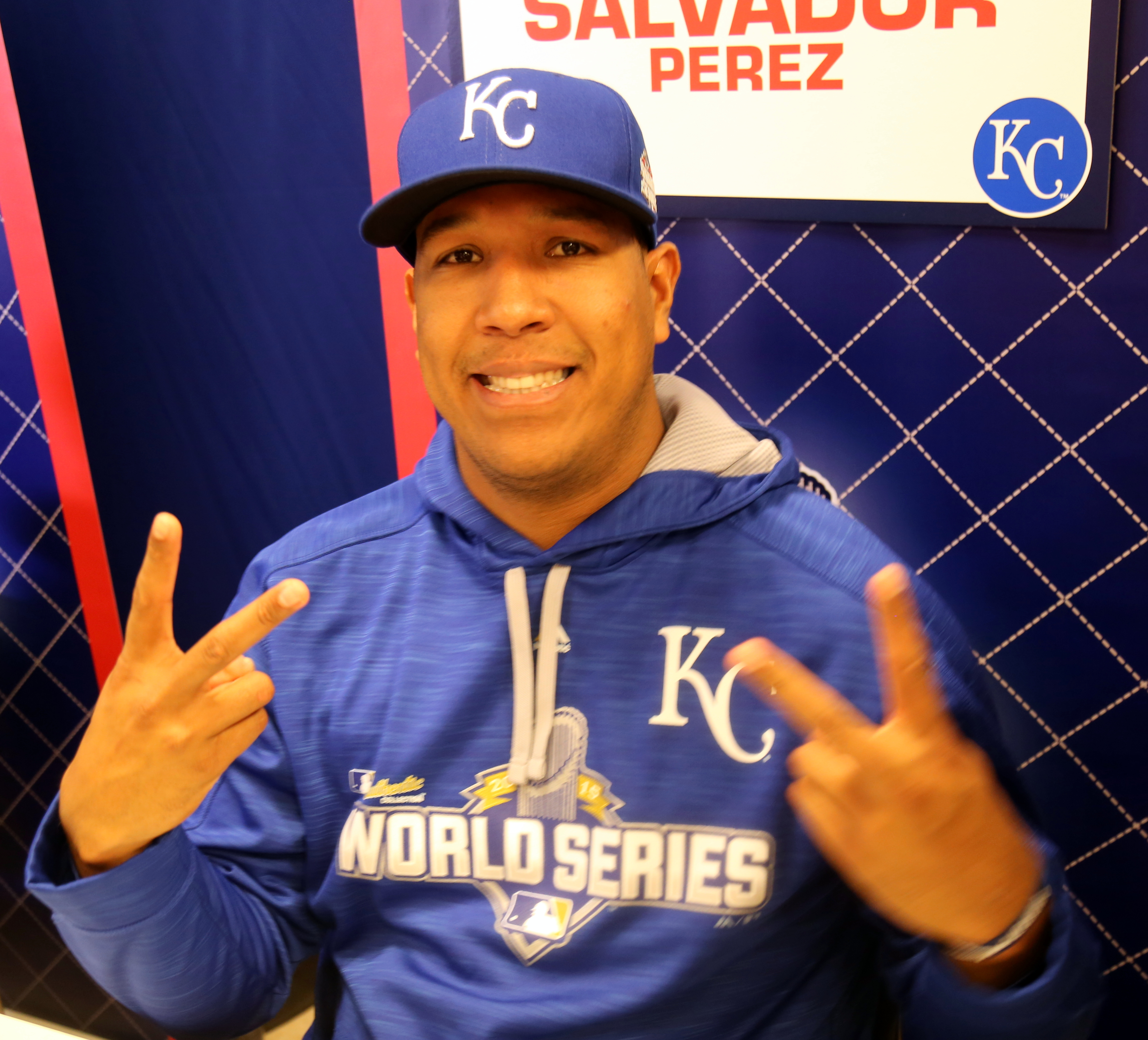
Salvador Pérez des Royals de Kansas City est le joueur qui reçoit le plus de votes du public pour le match d'étoiles 2016.

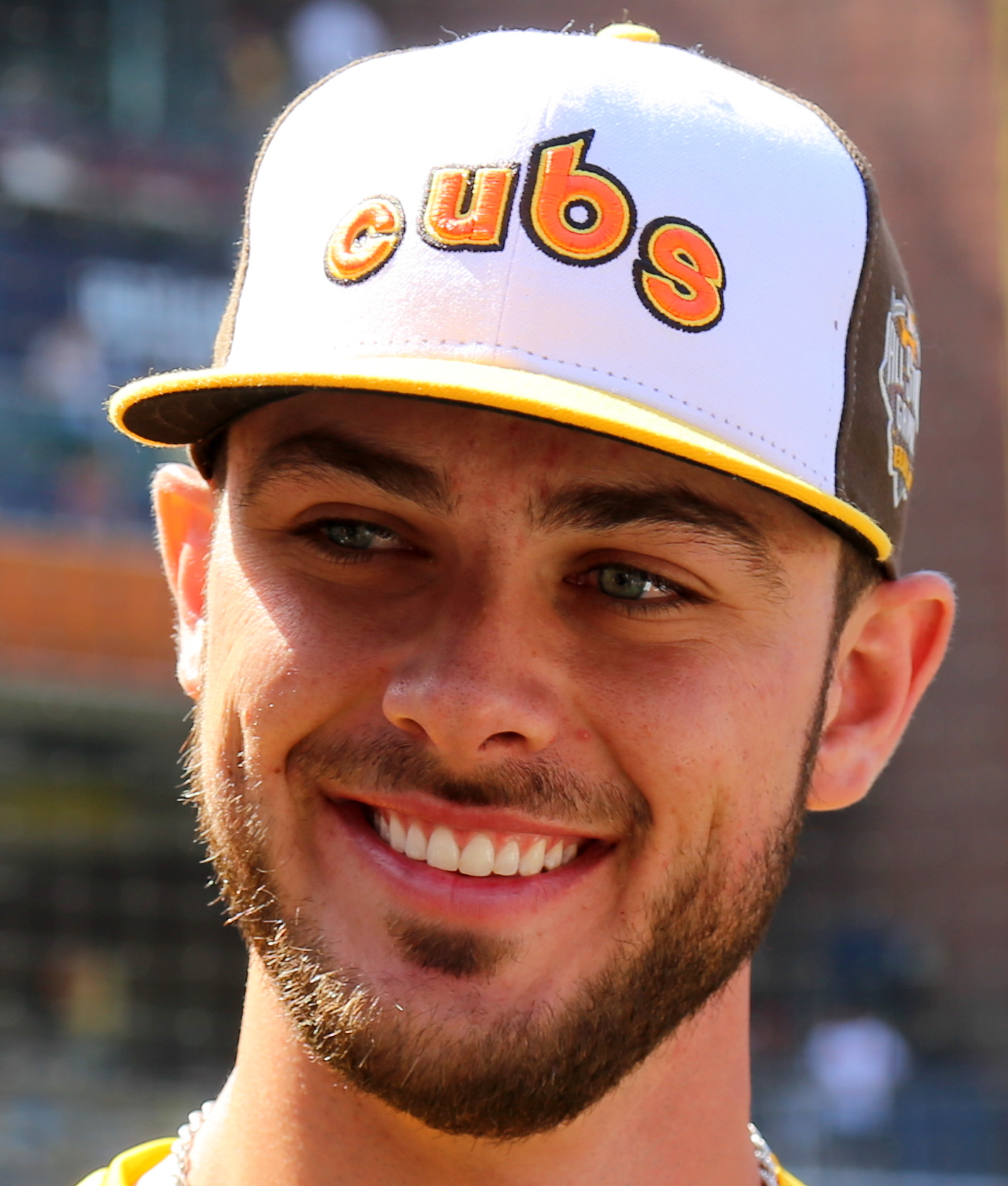
Kris Bryant (photo), un des 7 invités des Cubs de Chicago, frappe un circuit en première manche du match d'étoiles.

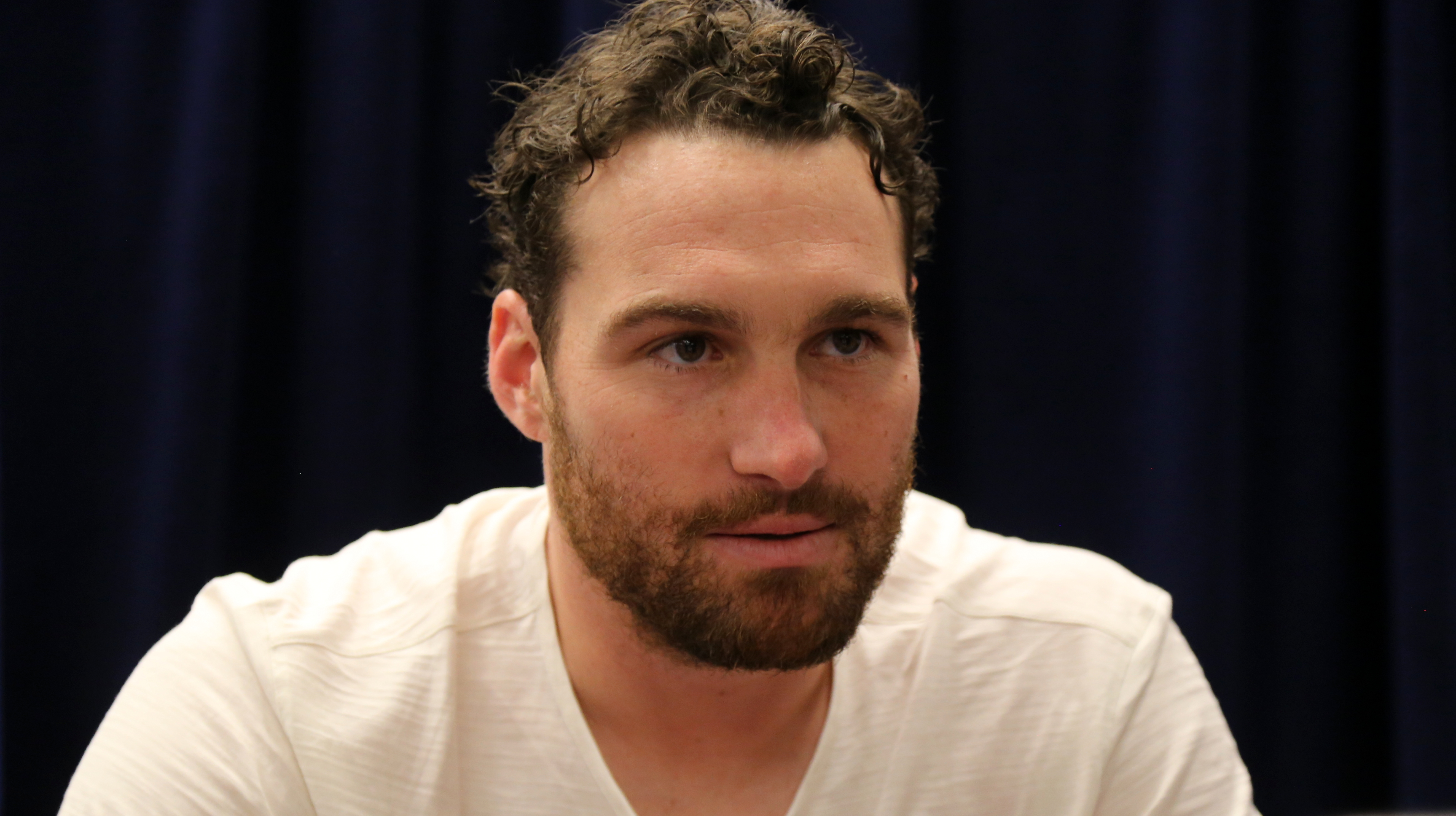
Daniel Murphy des Nationals de Washington.

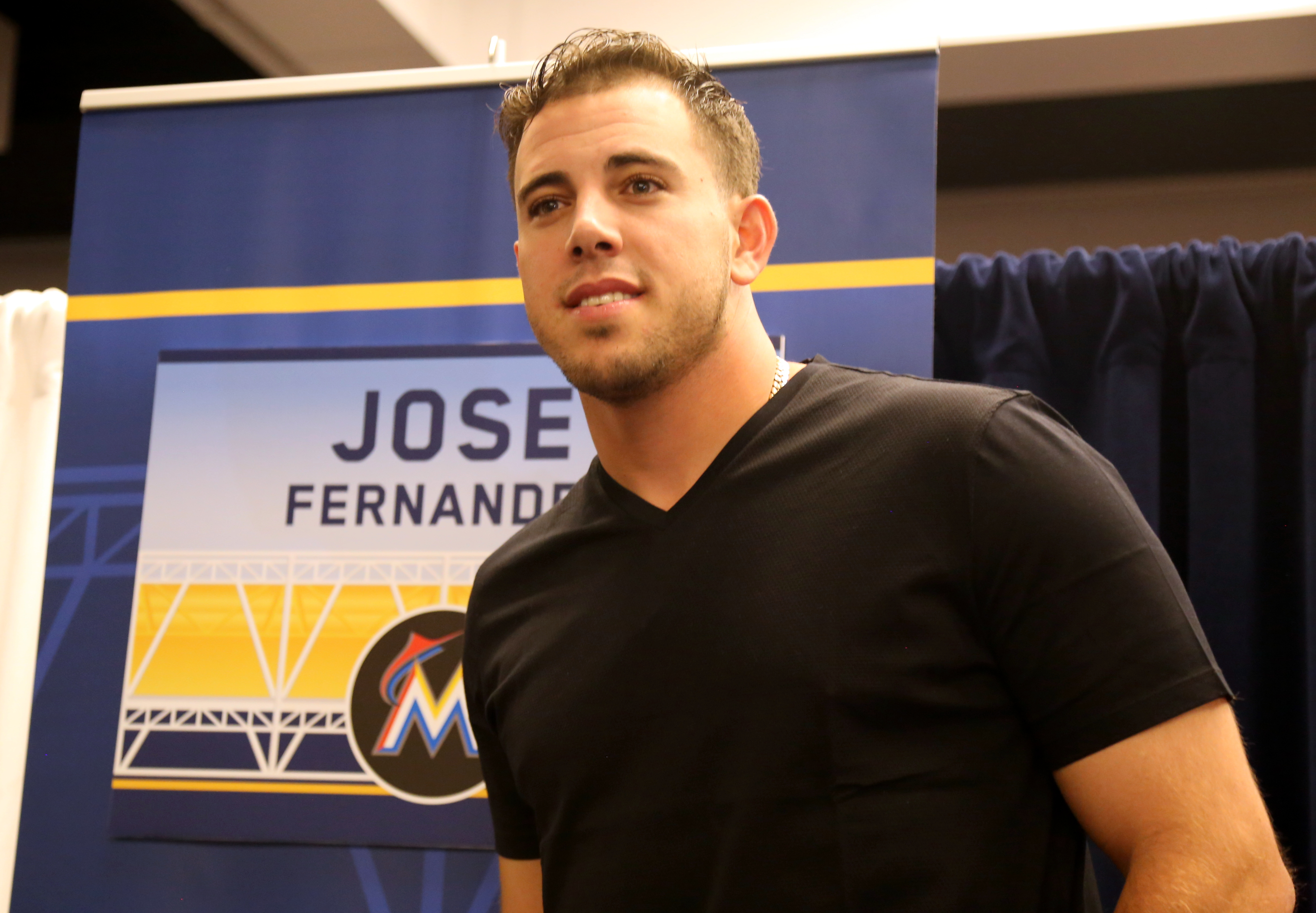
José Fernández (1992-2016) est au match d'étoiles pour la dernière fois.

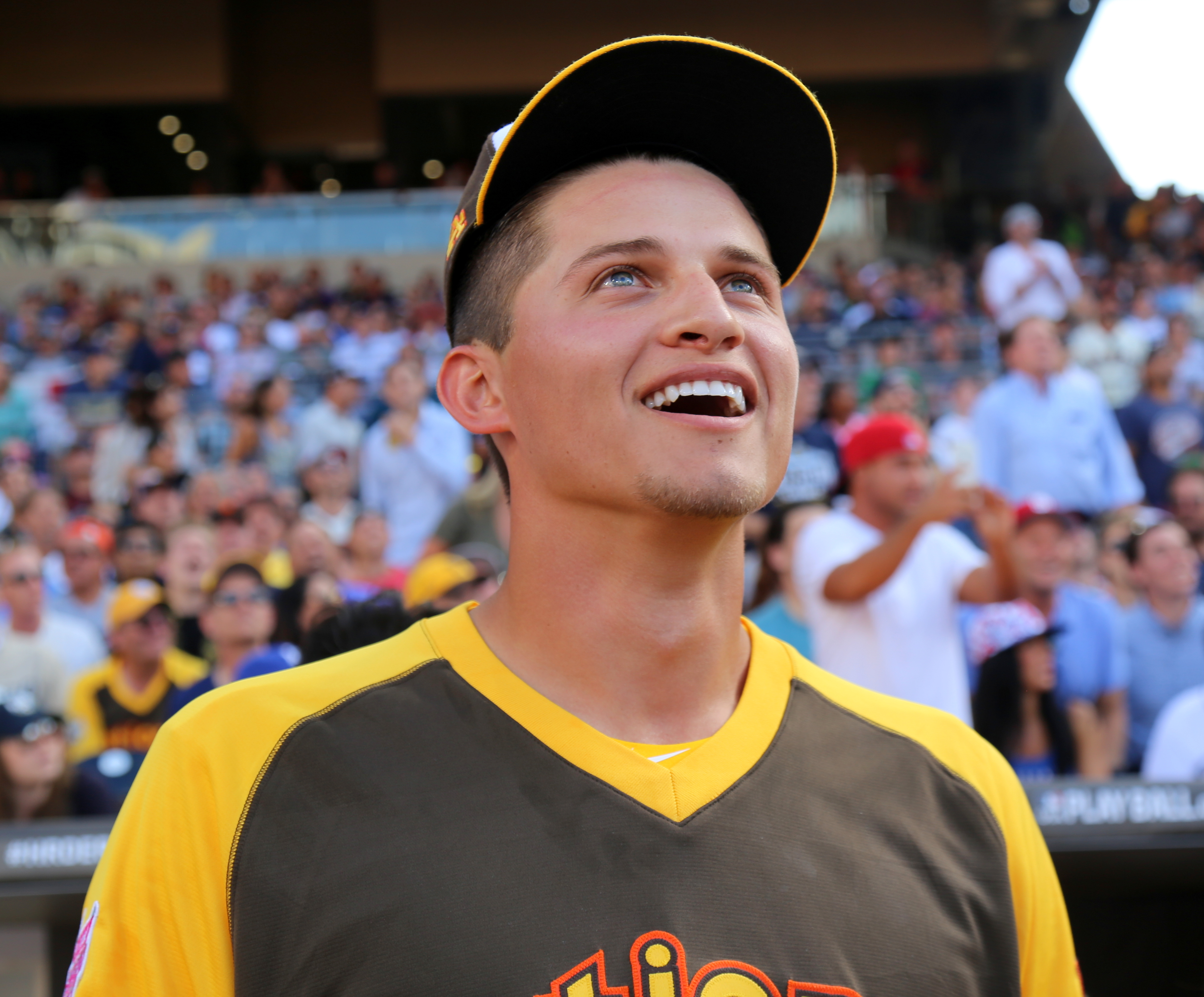
Corey Seager, le joueur recrue des Dodgers de Los Angeles.

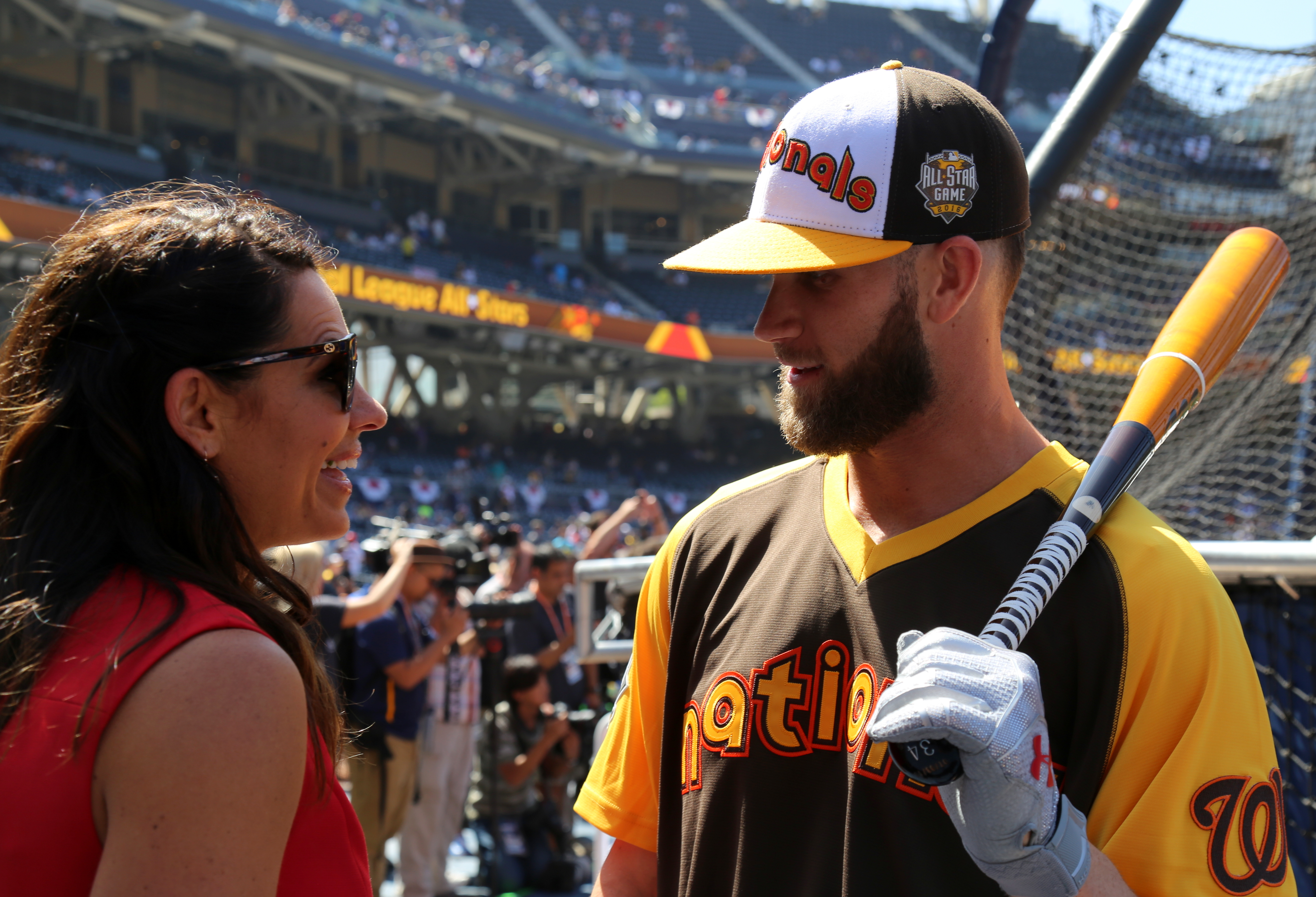
La journaliste Jessica Mendoza et Bryce Harper.

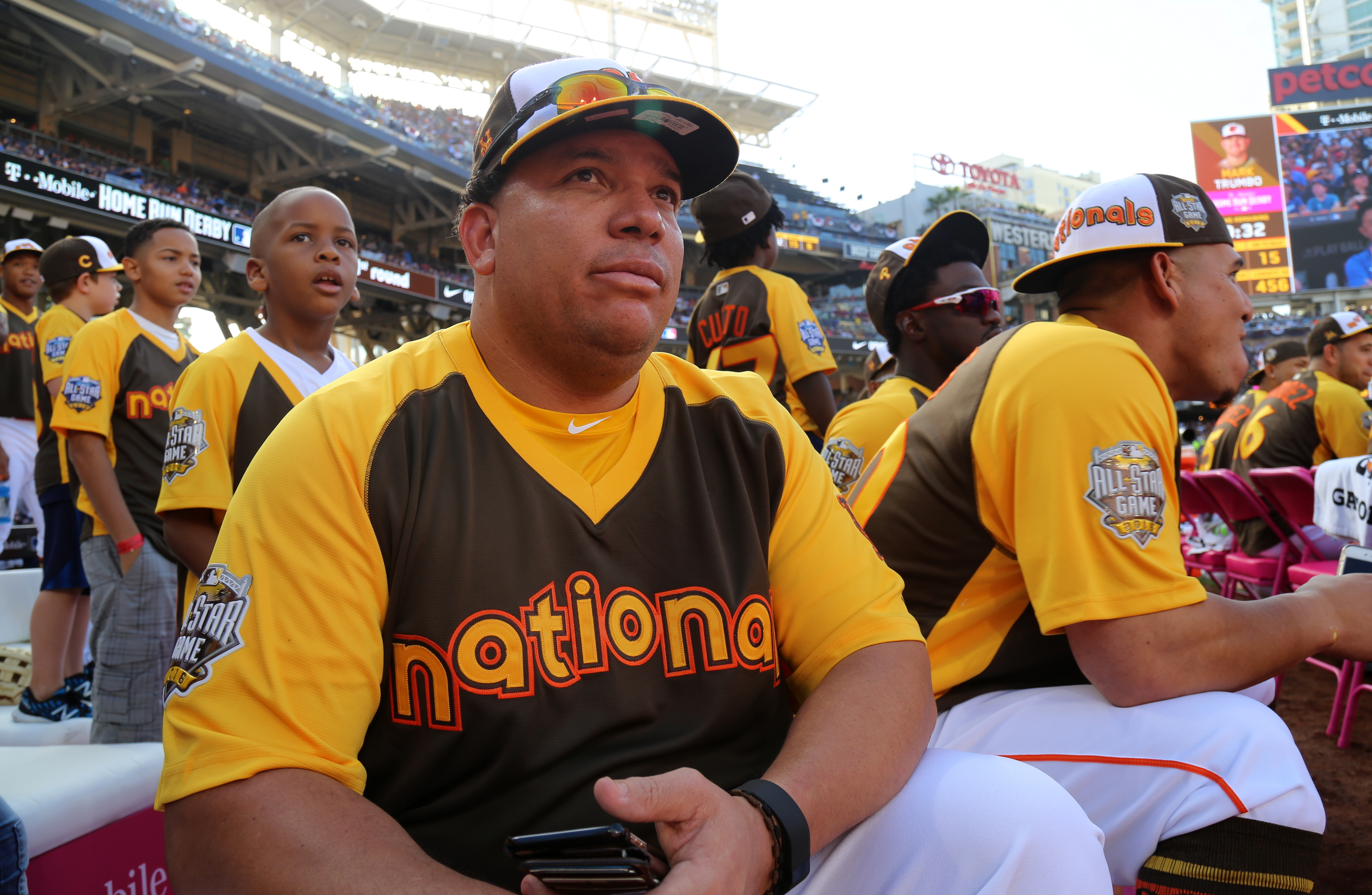
À 43 ans, Bartolo Colón est le doyen des invités du match d'étoiles en 2016.

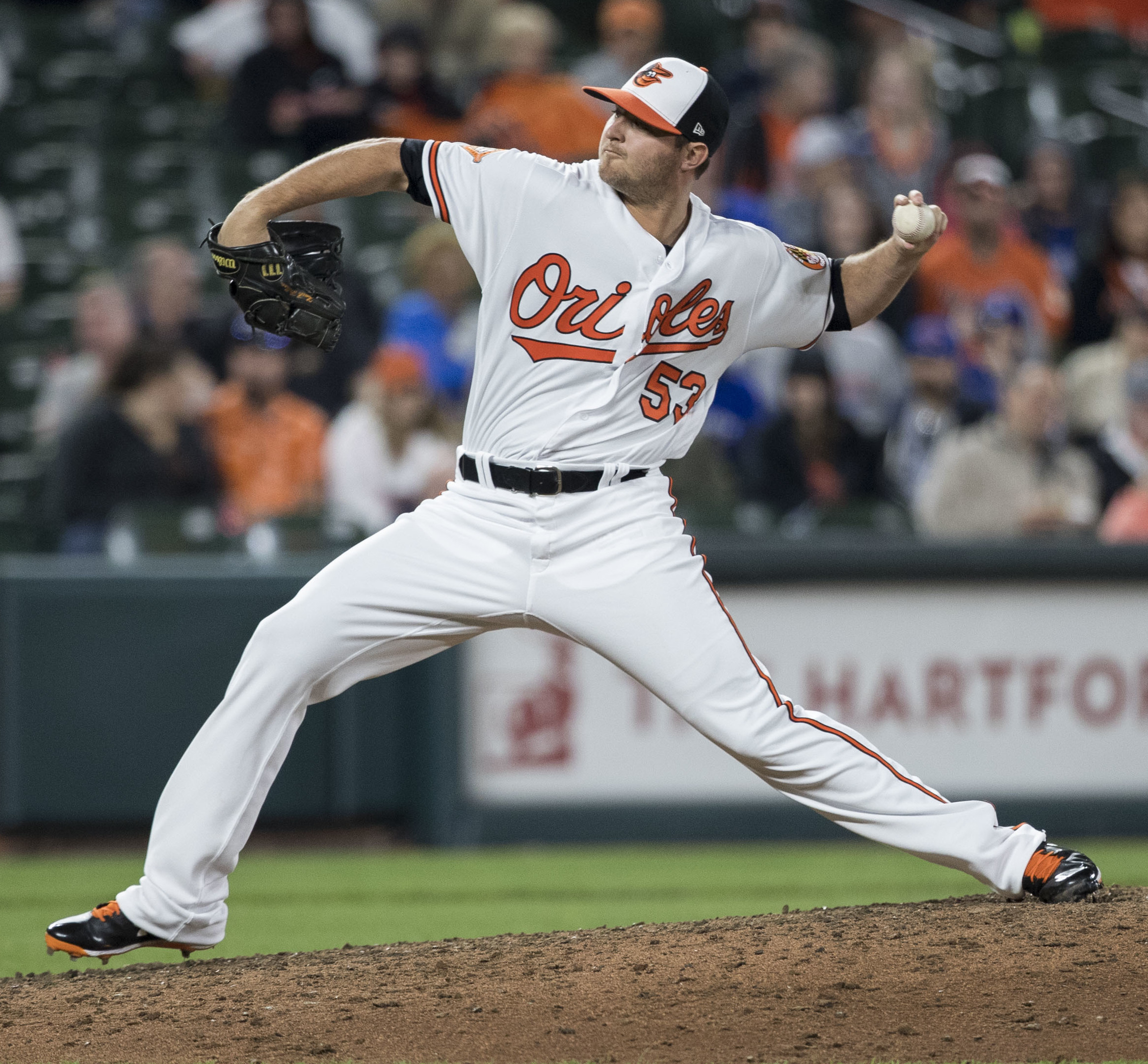
Zach Britton lance la dernière manche de jeu et préserve la victoire des étoiles de la Ligue américaine.

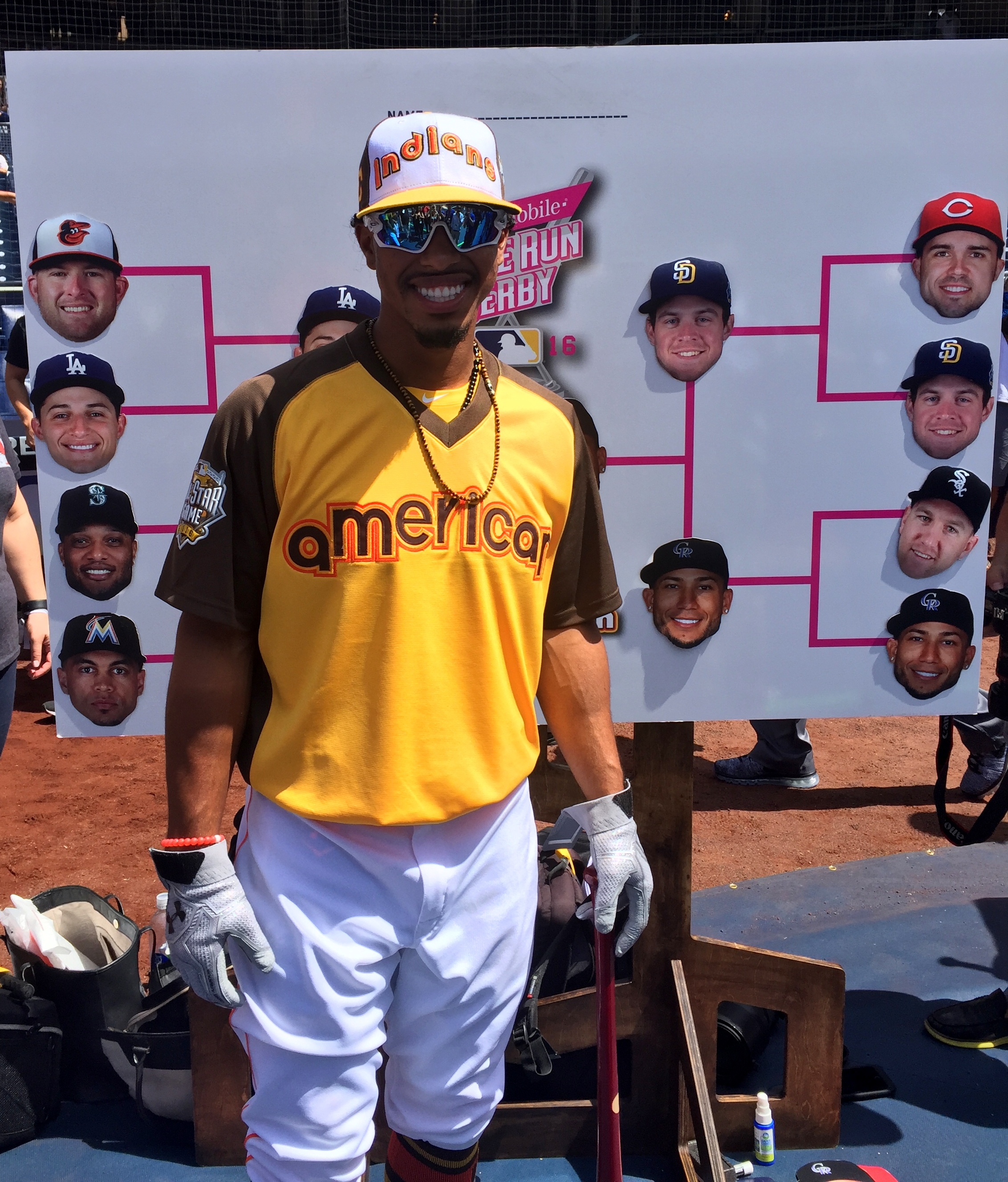
Francisco Lindor à son premier match d'étoiles.

### Ligue nationale
- Gérant : Terry Collins des Mets de New York, champions 2015 de la Ligue américaine.
- Instructeurs : Andy Green, gérant des Padres de San Diego[6], et le personnel d'instructeurs des Mets de New York[7].

| Alignement partant (voté par le public) | Alignement partant (voté par le public) | Alignement partant (voté par le public) | Alignement partant (voté par le public) |
| Position                                | Joueur                                  | Équipe                                  | Sélections                              |
| --------------------------------------- | --------------------------------------- | --------------------------------------- | --------------------------------------- |
| Receveur                                | Buster Posey                            | Giants de San Francisco                 | 4                                       |
| Premier but                             | Anthony Rizzo                           | Cubs de Chicago                         | 3                                       |
| Deuxième but                            | Ben Zobrist                             | Cubs de Chicago                         | 3                                       |
| Troisième but                           | Kris Bryant                             | Cubs de Chicago                         | 2                                       |
| Arrêt court                             | Addison Russell                         | Cubs de Chicago                         | 1                                       |
| Champ extérieur                         | Yoenis Céspedes*                        | Mets de New York                        | 2                                       |
| Champ extérieur                         | Dexter Fowler*                          | Cubs de Chicago                         | 1                                       |
| Champ extérieur                         | Bryce Harper                            | Nationals de Washington                 | 4                                       |

- Dexter Fowler, blessé, est remplacé par Carlos González dans l'alignement partant et par Jay Bruce dans l'effectif[10].

| Réserves (joueurs de position) | Réserves (joueurs de position) | Réserves (joueurs de position) | Réserves (joueurs de position) |
| Position                       | Joueur                         | Équipe                         | Sélections                     |
| ------------------------------ | ------------------------------ | ------------------------------ | ------------------------------ |
| Receveur                       | Jonathan Lucroy                | Brewers de Milwaukee           | 2                              |
| Receveur                       | Wilson Ramos                   | Nationals de Washington        | 1                              |
| Premier but                    | Paul Goldschmidt               | Diamondbacks de l'Arizona      | 4                              |
| Premier but                    | Wil Myers                      | Padres de San Diego            | 1                              |
| Premier but                    | Brandon Belt                   | Giants de San Francisco        | 1                              |
| Deuxième but                   | Daniel Murphy                  | Nationals de Washington        | 2                              |
| Troisième but                  | Nolan Arenado                  | Rockies du Colorado            | 2                              |
| Troisième but                  | Matt Carpenter*                | Cardinals de Saint-Louis       | 3                              |
| Arrêt-court                    | Aledmys Díaz*                  | Cardinals de Saint-Louis       | 1                              |
| Arrêt-court                    | Corey Seager                   | Dodgers de Los Angeles         | 1                              |
| Champ extérieur                | Jay Bruce*                     | Reds de Cincinnati             | 3                              |
| Champ extérieur                | Adam Duvall                    | Reds de Cincinnati             | 1                              |
| Champ extérieur                | Carlos González                | Rockies du Colorado            | 3                              |
| Champ extérieur                | Odubel Herrera                 | Phillies de Philadelphie       | 1                              |
| Champ extérieur                | Starling Marte*                | Pirates de Pittsburgh          | 1                              |
| Champ extérieur                | Marcell Ozuna                  | Marlins de Miami               | 1                              |

- Starling Marte est invité au match d'étoiles comme remplaçant de Yoenis Céspedes, blessé[9].

| Lanceurs           | Lanceurs                | Lanceurs   | Lanceurs |
| Joueur             | Équipe                  | Sélections |          |
| ------------------ | ----------------------- | ---------- | -------- |
| Jake Arrieta       | Cubs de Chicago         | 1          |          |
| Madison Bumgarner  | Giants de San Francisco | 4          |          |
| Bartolo Colón      | Mets de New York        | 4          |          |
| Johnny Cueto       | Giants de San Francisco | 2          |          |
| Jeurys Familia     | Mets de New York        | 1          |          |
| José Fernández     | Marlins de Miami        | 2          |          |
| Clayton Kershaw    | Dodgers de Los Angeles  | 6          |          |
| Jon Lester         | Cubs de Chicago         | 4          |          |
| Mark Melancon      | Pirates de Pittsburgh   | 3          |          |
| Drew Pomeranz*     | Padres de San Diego     | 1          |          |
| A. J. Ramos        | Marlins de Miami        | 1          |          |
| Fernando Rodney    | Marlins de Miami        | 3          |          |
| Max Scherzer*      | Nationals de Washington | 4          |          |
| Stephen Strasburg* | Nationals de Washington | 2          |          |
| Noah Syndergaard*  | Mets de New York        | 1          |          |
| Julio Teherán      | Braves d'Atlanta        | 2          |          |

- Max Scherzer remplace Stephen Strasburg, non disponible pour lancer[13].

### Ligue américaine
- Gérant : Ned Yost des Royals de Kansas City, champions de la Série mondiale 2015.
- Instructeurs : le personnel d'instructeurs des Royals de Kansas City[14].

| Alignement partant (voté par le public) | Alignement partant (voté par le public) | Alignement partant (voté par le public) | Alignement partant (voté par le public) |
| Position                                | Joueur                                  | Équipe                                  | Sélections                              |
| --------------------------------------- | --------------------------------------- | --------------------------------------- | --------------------------------------- |
| Receveur                                | Salvador Pérez                          | Royals de Kansas City                   | 4                                       |
| Premier but                             | Eric Hosmer                             | Royals de Kansas City                   | 1                                       |
| Deuxième but                            | José Altuve                             | Astros de Houston                       | 4                                       |
| Troisième but                           | Manny Machado                           | Orioles de Baltimore                    | 3                                       |
| Arrêt court                             | Xander Bogaerts                         | Red Sox de Boston                       | 1                                       |
| Champ extérieur                         | Mike Trout                              | Angels de Los Angeles                   | 5                                       |
| Champ extérieur                         | Jackie Bradley, Jr.                     | Red Sox de Boston                       | 1                                       |
| Champ extérieur                         | Mookie Betts                            | Red Sox de Boston                       | 1                                       |
| Frappeur désigné                        | David Ortiz                             | Red Sox de Boston                       | 10                                      |

| Réserves (joueurs de position) | Réserves (joueurs de position) | Réserves (joueurs de position) | Réserves (joueurs de position) |
| Position                       | Joueur                         | Équipe                         | Sélections                     |
| ------------------------------ | ------------------------------ | ------------------------------ | ------------------------------ |
| Receveur                       | Stephen Vogt                   | Athletics d'Oakland            | 2                              |
| Receveur                       | Matt Wieters                   | Orioles de Baltimore           | 4                              |
| Premier but                    | Miguel Cabrera                 | Tigers de Détroit              | 11                             |
| Deuxième but                   | Robinson Canó                  | Mariners de Seattle            | 7                              |
| Troisième but                  | Josh Donaldson                 | Blue Jays de Toronto           | 3                              |
| Arrêt-court                    | Eduardo Núñez                  | Twins du Minnesota             | 1                              |
| Arrêt-court                    | Francisco Lindor               | Indians de Cleveland           | 1                              |
| Champ extérieur                | Carlos Beltrán                 | Yankees de New York            | 9                              |
| Champ extérieur                | Ian Desmond                    | Rangers du Texas               | 2                              |
| Champ extérieur                | Michael Saunders               | Blue Jays de Toronto           | 1                              |
| Champ extérieur                | Mark Trumbo                    | Orioles de Baltimore           | 2                              |
| Frappeur désigné               | Edwin Encarnación              | Blue Jays de Toronto           | 3                              |

| Lanceurs        | Lanceurs              | Lanceurs   | Lanceurs |
| Joueur          | Équipe                | Sélections |          |
| --------------- | --------------------- | ---------- | -------- |
| Dellin Betances | Yankees de New York   | 3          |          |
| Brad Brach      | Orioles de Baltimore  | 1          |          |
| Zach Britton    | Orioles de Baltimore  | 2          |          |
| Álex Colomé     | Rays de Tampa Bay     | 1          |          |
| Wade Davis      | Royals de Kansas City | 2          |          |
| Marco Estrada*  | Blue Jays de Toronto  | 1          |          |
| Cole Hamels     | Rangers du Texas      | 4          |          |
| Will Harris     | Astros de Houston     | 1          |          |
| Kelvin Herrera  | Royals de Kansas City | 2          |          |
| Craig Kimbrel*  | Red Sox de Boston     | 5          |          |
| Corey Kluber*   | Indians de Cleveland  | 1          |          |
| Andrew Miller   | Indians de Cleveland  | 1          |          |
| José Quintana*  | White Sox de Chicago  | 1          |          |
| Danny Salazar*  | Indians de Cleveland  | 1          |          |
| Chris Sale      | White Sox de Chicago  | 5          |          |
| Aaron Sanchez*  | Blue Jays de Toronto  | 1          |          |
| Steven Wright   | Red Sox de Boston     | 1          |          |

- Danny Salazar, blessé, est remplacé dans l'effectif par José Quintana[17].

### Vote populaire et alignements partants
Les joueurs qui amorcent le match d'étoiles à chaque position, sauf celle de lanceur, sont choisis par un vote populaire en ligne qui se termine le 30 juin 2016. Les gagnants du vote populaire sont annoncés le 5 juillet suivant. Les joueurs de réserve, incluant les lanceurs, sont déterminés par la combinaison d'un scrutin auprès des joueurs et les choix des gérants des deux équipes d'étoiles. Certains joueurs peuvent aussi être nommés pour remplacer ceux qui soignent une blessure et ne peuvent être présents, ou pour remplacer les lanceurs dont le dernier match disputé est trop rapproché de la date du match d'étoiles, les rendant inéligibles pour jouer.
En 2016, c'est Salvador Pérez, le receveur des Royals de Kansas City, qui reçoit le plus grand nombre de votes au scrutin populaire : 4 965 838 voix.

### Vote final: deux joueurs supplémentaires
Le « vote final » (All-Star Game Final Vote), créé pour le match d'étoiles de 2002 et répété chaque année depuis, permet aux partisans d'élire deux réservistes supplémentaires, un pour chaque ligue, parmi une liste de finalistes annoncée par la MLB. Le vote se fait par internet, par message texte ou Twitter, dans la semaine précédant la tenue de la partie d'étoiles.
Les finalistes pour ces dernières places dans les effectifs de 2016 sont :
| Ligue nationale | Ligue nationale           | Ligue nationale | Ligue américaine | Ligue américaine     | Ligue américaine |
| Joueur          | Équipe                    | Position        | Joueur           | Équipe               | Position         |
| --------------- | ------------------------- | --------------- | ---------------- | -------------------- | ---------------- |
| Brandon Belt    | Giants de San Francisco   | Premier but     | Ian Kinsler      | Tigers de Détroit    | Deuxième but     |
| Ryan Braun      | Brewers de Milwaukee      | Champ extérieur | Evan Longoria    | Rays de Tampa Bay    | Troisième but    |
| Jake Lamb       | Diamondbacks de l'Arizona | Troisième but   | Dustin Pedroia   | Red Sox de Boston    | Deuxième but     |
| Starling Marte  | Pirates de Pittsburgh     | Champ extérieur | Michael Saunders | Blue Jays de Toronto | Champ extérieur  |
| Trevor Story    | Rockies du Colorado       | Arrêt-court     | George Springer  | Astros de Houston    | Champ extérieur  |

Le vote final se termine le 8 juillet 2016 et les deux joueurs supplémentaires invités sur les équipes d'étoiles sont Michael Saunders des Blue Jays de Toronto et Brandon Belt des Giants de San Francisco.